# HD 44219 b
HD 44219 b — газовый гигант, вращающийся вокруг звезды G-класса находящийся на расстоянии 169 св. л. в созвездии Единорога. Был обнаружен HARPS 19 октября 2009 года вместе с 29 другими экзопланетами.